# La Vouivre
Pour les articles homonymes, voir Vouivre (homonymie).
La Vouivre est un roman fantastique de Marcel Aymé paru en 1943.

## Historique
La Vouivre paraît tout d'abord en feuilleton du 22 juillet au 9 décembre 1943 dans le journal La Gerbe avant d'être publié, le 30 décembre de la même année, aux éditions Gallimard.

## Résumé
Tiré d'une ancienne légende de Franche-Comté, le personnage mythique de la Vouivre apparaît sous les traits d'une jeune sauvageonne, arborant sur sa tête un diadème orné d'un énorme rubis, objet de convoitise dans toute la région,,.
Mais la Vouivre est toujours protégée du vol par une armée de vipères surgissant au moment où l'on s'avise de dérober le bijou.
Arsène Muselier, personnage principal de l'ouvrage, découvre la Vouivre alors qu'il fauche un des prés de la famille Muselier (qui se trouve en froid avec sa lointaine parente, la famille Mindeur voisine). Alors qu'Arsène approchait un étang proche du pré, il aperçoit la Vouivre se baignant nue, et ayant laissé ses bijoux et vêtements sur le bord de la rivière. Arsène voit le rubis, mais est plus intrigué encore par la baigneuse, ce qui séduit la Vouivre, plus habituée à être poursuivie pour ses richesses que pour sa beauté. La Vouivre et Arsène ont une liaison amoureuse, se rencontrant plusieurs fois lors du récit, discutant sans craintes ni ambages, comme au marché de Dole, où il la retrouvera habillée en citadine élégante, ou jusque lors de ses travaux aux champs.
Mais Arsène est un paysan prudent, à la fois réaliste et tendre, il est déjà amoureux d'une fille du pays, Juliette Mindeur. Et, contrairement au fils Beuillat, un bon à rien revenu de la ville sans gloire aucune, il ne cherche pas à obtenir le rubis pour sa propre richesse, ce qui ne l'empêche pas de s'en servir pour tendre un piège mortel à son rival, mais il choisira finalement de renoncer au fruit de son crime. Il meurt en affrontant l'armée de ces serpents, dont il a la phobie, en cherchant à sauver Belette, l'un des personnages du roman.

## Thèmes et critiques
À travers cette histoire aussi réelle que fantastique, Marcel Aymé présente une galerie de portraits ruraux extrêmement justes et savoureux : le curé sceptique ; Voiturier, le maire radical croyant ; le fossoyeur Requiem amoureux d'une pocharde et ivrogne invétéré ; la « Dévorante » Mindeur, mangeuse d'hommes jamais repue ; et bien d'autres.

Il faut lire ce roman comme une étude poétique de mœurs rurales. 

« Avec La Vouivre, Marcel Aymé poursuit son entreprise de salubrité mentale dans une tonalité très originale (...). Au plus fort de ses indignations, il reste toujours accessible à la pitié et à l'émerveillement. »

« En Franche-Comté, La Vouivre est un animal fabuleux, sorte de grand serpent aux ailes de chauve-souris, qui a la particularité, lorsqu'elle se baigne, de déposer sur le rivage la pierre précieuse qu'elle porte habituellement au front. Dans son récit, Marcel Aymé en a fait une ravissante jeune femme qui vient se mêler à la vie quotidienne des paysans des environs de Dole (etc.) »

« Ouvrage bucolique où la fusion s'accomplit du féerique avec le réalisme. L'histoire de cette fée aux serpents, éternellement jeune, désirable et stérile, c'est le Jura de Marcel Aymé, a écrit, Roger Nimier. (...) En fauchant Arsène Muselier trouve dans l'herbe le diadème de la Vouivre occupée à se baigner, etc.. »

## Adaptations

### Cinéma
- 1989 : La Vouivre, film français réalisé par Georges Wilson, avec Lambert Wilson

### À la télévision
- 2011 : Le Repaire de la vouivre, téléfilm français réalisé par Edwin Baily, avec Jean-Marc Barr

### Chansons
- Le chanteur, compositeur et musicien Hubert-Félix Thiéfaine évoque ce roman de Marcel Aymé et le mythe de la Vouivre dans une chanson titrée Les Ombres du Soir extraite de son album Suppléments de mensonge, sorti le 28 février 2011. Elle débute ainsi:

« Elle vit au milieu de serpents / sous la tonnelle / près des marais / les yeux au-delà des diamants / qu'elle a incrusté dans ses plaies »

. Cette chanson se caractérise par sa longue durée (8 min 55 s).
- Le chanteur Thomas Fersen évoque la Vouivre dans son album C'est tout ce qu'il me reste dans la chanson La mare.